# Morbivod
Morbivod, vlastním jménem Ondřej Klášterka (* 28. listopadu 1980) je zpěvák, kytarista a baskytarista působící na české metalové scéně. Je členem a tvůrcem hudby a textů kapel Umbrtka, Trollech, Stíny plamenů, War for War, Quercus a dalších, s nimiž dosud nahrál přes třicet LP. Za svou kariéru stvořil desítky hodin hudby.

## Diskografie

### Alba
2024
- Stíny plamenů – První přířívalový úder

2022
- Umbrtka – Přesazování strejců

2021
- Stíny plamenů – Jediný poskvrněný přítok

2020
- Stíny plamenů – Záře zápalných šňůr

2019
- Umbrtka – Komíny smrti

2017
- Trollech - Každý strom má svůj stín

2016
- Umbrtka – Hlavní stroj

2015
- Stíny plamenů – Šum v pološerech

2014
- Umbrtka – V dešti mech

2012
- Umbrtka – KKW
- Trollech – Vnitřní Tma

2011
- Pačess – Monte Liliorum (host)
- Stíny Plamenů – Výprava za pravdou špíny (znovu nahrané album Ve špíně je pravda z roku 2001)
- Umbrtka – Spočinutí

2010
- Trollech – Jasmuz
- Umbrtka – Kovový háj
- Umbrtka – IVO
- War for War – Věž smrti

2009
- Stíny Plamenů – Mrtvá komora
- Umbrtka – Úplná demontáž lidstva

2008
- Umbrtka – Páně & Uhelná pánev

2007
- Stíny Plamenů – Odpadní galerie
- Quercus – Postvorta
- War for War – Kovy odjinud

2006
- Trollech – Skryti v mlze
- War for War – War is the Only Way

2005
- Stíny Plamenů – Železo krvácí
- Umbrtka – Paměti špinavé lávky
- Umbrtka – Lití podzimního asfaltu

2003
- Trollech – V rachotu hromů
- Umbrtka – Nad propastí dne
- Umbrtka – Melša – Frank Zappa meets Darkthrone
- Umbrtka – The Hand of Nothighness

2002
- Stíny Plamenů – Rány Černým Kovem
- Trollech – Synové lesů
- Umbrtka – Hymny šedé síly
- Umbrtka – Betonová opona

2001
- Stíny Plamenů – Ve špíně je pravda
- Trollech – Ve hvozdech...
- Umbrtka – Kovostroj plzeňských pánů práce
- Umbrtka – Kladivo pracuje na 110% procent
- Umbrtka – Dělnický a bezdomovecký šedý metal

2000
- Umbrtka – Zašpinit slunce

### EP
2004
- Quercus – Nenia

2003
- Trollech – Tváře stromů

### Split
2007
- Trollech – Trollech vs. Heiden

2006
- Quercus – Mistress of the Dead / Quercus

2005
- Trollech – Tumultus / Saros

2005
- Quercus – Nenia / Oneiric Dirges in mono / EP

### Singly
2011
- Umbrtka – Jaro nevidět

### Kompilace
2004
- Stíny Plamenů – Dive into the Wastewater

2002
- Umbrtka – Ozvěny špíny

### Live
2007
- Stíny Plamenů – Phantoms of the Pilsen's Underground

2006
- Trollech – Svatoboj

2005
- Stíny Plamenů – DVD live AFOD 2005

### Dema
2002
- Quercus – Promo 2002
- Quercus – Kverulant

2001
- War for War – Black Metal War

2000
- Stíny Plamenů – Pokles do temnot kanalizačních hlubin
- Stíny Plamenů – Blackmetalové peklo ve špíně kanalizační vody

1999
- Trollech – Pach pohanských větrů